# غارث هاريس
غارث هاريس (بالإنجليزية: Garth Harris)‏ هو محامي نيوزيلندي، ولد في 1947، وتوفي في 14 نوفمبر 1999.